# Nibbio (1878)
"Nibbio" − pierwszy włoski torpedowiec, zbudowany w brytyjskiej stoczni Thornycroft. Okręt wodowany w 1878.
Maszyna okrętu miała moc 184 kW (250 KM), a parę do niej dostarczał pojedynczy kocioł typu lokomotywowego. Okręt uzbrojony był w dwie torpedy przenoszone na śródokręciu, a jej uzbrojenie artyleryjskie stanowiło pojedyncze działko jednofuntowe. Załoga liczyła 10 osób. Jednostka weszła do służby w roku 1881. Pięć lat później jego oznaczenie zmieniono na 1T. W 1904 okręt został skreślony z listy floty Regia Marina. Po kolejnej zmianie numeru (na PE44) używany był jako portowy parowiec do wszystkiego. Nazwa "Nibbio" z języka włoskiego oznacza "sokoła".